# شرکت خرده‌فروشی پاندا
شرکت خرده‌فروشی پاندا (انگلیسی: Panda Retail Company) شرکت خرده‌فروشی عربستانی است، که در سال ۱۹۷۸ توسط بندر طلعت حموه تأسیس شد.
پاندا یک شرکت خرده فروشی مواد غذایی در عربستان سعودی است. پاندا یکی از شرکت‌های تابعه گروه ساوولا است. گروه ساوولا در بین ۱۰۰ شرکت برتر بازار عربستان سعودی رتبه نهم و در بین بخش صنعتی پس از سابک رتبه دوم را دارد. گروه ساوولا اخیراً بخش روغن‌ها و چربی‌های خود را در بازار سهام عربستان سعودی با نام آفیا اینترنشنال عرضه کرده است.